# نورمن بک (بازیکن فوتبال)
نورمن بک (انگلیسی: Norman Beck؛ زادهٔ) بازیکن فوتبال اهل بریتانیا است.
از باشگاه‌هایی که در آن بازی کرده‌است می‌توان به باشگاه فوتبال بارنزلی و باشگاه فوتبال برادفورد سیتی اشاره کرد.